# Communauté de communes de la région de Pouancé-Combrée
La communauté de communes de la région de Pouancé-Combrée est une ancienne communauté de communes française située dans le Haut-Anjou du département de Maine-et-Loire et la région Pays de la Loire. Elle a existé du 1er janvier 1995
au 15 décembre 2016.
Elle faisait partie du syndicat mixte Pays de l'Anjou bleu, Pays segréen.

## Composition
La communauté de communes de la région de Pouancé-Combrée regroupe les 14 communes de l'ancien canton de Pouancé.
| Nom                       | Code Insee | Gentilé          | Superficie (km2) | Population (dernière pop. légale) | Densité (hab./km2) |
| ------------------------- | ---------- | ---------------- | ---------------- | --------------------------------- | ------------------ |
| Pouancé (siège)           | 49248      | Pouancéens       | 48,97            | 3 120 (2014)                      | 64                 |
| Armaillé                  | 49010      | Armailléens      | 16,78            | 310 (2014)                        | 18                 |
| Bouillé-Ménard            | 49036      | Bouilléens       | 15,79            | 736 (2014)                        | 47                 |
| Bourg-l'Évêque            | 49038      | Épiscopaliens    | 5,29             | 241 (2014)                        | 46                 |
| Carbay                    | 49056      | Carbaisiens      | 7,63             | 246 (2014)                        | 32                 |
| La Chapelle-Hullin        | 49073      | Castel Hullinois | 9,79             | 135 (2014)                        | 14                 |
| Chazé-Henry               | 49088      | Chazéens         | 19,87            | 832 (2014)                        | 42                 |
| Combrée                   | 49103      | Combréens        | 24,16            | 2 845 (2014)                      | 118                |
| Grugé-l'Hôpital           | 49156      | Grugéens         | 15,71            | 284 (2014)                        | 18                 |
| Noëllet                   | 49226      | Noëlletains      | 15,40            | 426 (2014)                        | 28                 |
| La Prévière               | 49250      | Eperviers        | 7,24             | 244 (2014)                        | 34                 |
| Saint-Michel-et-Chanveaux | 49309      | Michelois        | 27,67            | 406 (2014)                        | 15                 |
| Le Tremblay               | 49354      | Tremblaysiens    | 22,97            | 355 (2014)                        | 15                 |
| Vergonnes                 | 49366      | Vergonnais       | 10,38            | 319 (2014)                        | 31                 |

## Géographie
L'intercommunalité se trouve dans la partie nord-ouest du département de Maine-et-Loire, dans le Haut-Anjou.

## Historique
Le 10 novembre 1966, les 14 communes de l'ancien canton de Pouancé se regroupent pour former un Syndicat intercommunal à vocation multiple (SIVOM). Le 1er janvier 1995, le SIVM devient la Communauté de Communes de la région de Pouancé-Combrée.
Elle reçoit en 2012 le prix de la Marianne d'Or pour sa mise en place d'une charte environnementale pour les entreprises.
En avril 2012, l'intercommunalité étend ses compétences et modifie ses statuts, puis à nouveau en novembre, en matière d'aménagement communautaire, incluant la gestion du plan local d'urbanisme (PLU) intercommunal.
Le schéma départemental de coopération intercommunale de Maine-et-Loire, approuvé le 22 janvier 2016 par la commission départementale de coopération intercommunale, envisage la fusion de la communauté de communes de la région de Pouancé-Combrée avec la communauté candéenne de coopérations communales et la communauté de communes du canton de Segré à partir du 1er janvier 2017.
Le 14 décembre 2016, les communes d'Armaillé, Bouillé-Ménard, Bourg-l'Évêque et Carbay se retirent de la communauté de communes. Les dix communes restantes (La Chapelle-Hullin, Chazé-Henry, Combrée, Grugé-l'Hôpital, Noëllet, Pouancé, La Prévière, Saint-Michel-et-Chanveaux, Le Tremblay et Vergonnes) forment le 15 décembre 2016 la commune nouvelle d'Ombrée-d'Anjou, entraînant la dissolution de la communauté de communes.

## Administration

### Les élus
La communauté de communes est gérée par un conseil communautaire composé de 35 membres représentant chacune des communes membres et élus pour une durée de six ans. 
Ils sont répartis comme suit :
| Nombre de délégués | Communes                                                                                      |
| ------------------ | --------------------------------------------------------------------------------------------- |
| 1                  | Armaillé, Bourg-l'Évêque, Carbay, La Chapelle-Hullin, Grugé-l'Hôpital, La Prévière, Vergonnes |
| 2                  | Bouillé-Ménard, Noëllet, Saint-Michel-et-Chanveaux, Le Tremblay                               |
| 3                  | Chazé-Henry                                                                                   |
| 8                  | Combrée                                                                                       |
| 9                  | Pouancé                                                                                       |

Ces derniers élisent le bureau communautaire, qui se compose de 15 membres dont un président et sept vice-présidents.
Les membres du bureau communautaire mettent en place neuf commissions :
- commission Agriculture et cadre de vie,
- commission Communication Tourisme et Culture,
- commission Développement Durable et Aménagement du Territoire,
- commission Développement Économique,
- commission du Personnel,
- commission Environnement,
- commission Finances,
- commission Locale d’évaluation des charges transférées,
- commission Vie Locale et Sociale.

### Présidence
| Période                                  | Période  | Identité        | Étiquette | Qualité                                                                          |
| ---------------------------------------- | -------- | --------------- | --------- | -------------------------------------------------------------------------------- |
| 2001                                     | en cours | Marie-Jo Hamard | DVD       | Maire de Saint-Michel-et-Chanveaux Conseillère départementale du canton de Segré |
| Les données manquantes sont à compléter. |          |                 |           |                                                                                  |

### Compétences
La communauté de communes possèdent des compétences concernant :
- le développement économique,
- l'aménagement du territoire communautaire,
- la politique du logement social,
- l’élimination et la valorisation des déchets.

## Finances
En 2011, le budget de la Communauté de communes s'élève à 4 291 208 € en budget en fonctionnement et 2 055 237  € en budget d'investissement.

## Population

### Démographie
| 1994 | 1997 | 2000 | 2003 | 2006   | 2009   | 2012   | 2013   | 2015 |
| ---- | ---- | ---- | ---- | ------ | ------ | ------ | ------ | ---- |
| -    | -    | -    | -    | 10 177 | 10 340 | 10 382 | 10 411 | -    |

### Logement
On comptait en 2012, sur le territoire de la communauté de communes, 5 020 logements, pour un total sur le département de 376 010. 87 % étaient des résidences principales, et 68 % des ménages en étaient propriétaires.

### Revenus
En 2012, le revenu fiscal médian par ménage sur la communauté de communes était de 17 795 €, pour une moyenne sur le département de 19 017 €.

## Économie
Sur 853 établissements présents sur l'intercommunalité à fin 2013, 30 % relevaient du secteur de l'agriculture (pour 12 % sur l'ensemble du département), 6 % relevaient du secteur de l'industrie, 7,5 % du secteur de la construction, 40 % du secteur du commerce, des transports et des services (pour 58 % sur le département) et 16 % de celui de l'administration, de l'enseignement, de la santé et de l'action sociale.